# Patrick Godfrey
Patrick Lindesay Archibald Godfrey (* 13. Februar 1933 in London) ist ein britischer Film- und Fernsehschauspieler.

## Leben und Karriere
Godfrey wurde als Sohn des Pfarrers Frederick Godfrey und seiner Ehefrau Louis Mary Gladys geboren. Seit Ende der 1950er-Jahre war er regelmäßig im britischen Fernsehen tätig, ebenfalls war er als Bühnenschauspieler aktiv. Nachdem er zunächst nur selten in Kinofilmen in Erscheinung trat, trat er ab den 1980er-Jahren als Nebendarsteller in vielen britischen Filmproduktionen auf. Bekannte Filme, in denen er mitspielt, sind zum Beispiel die James-Ivory-Filme Zimmer mit Aussicht (1985), Maurice (1987) und Was vom Tage übrig blieb (1993). Auch ansonsten spielte er auffallend häufig in Filmen mit historischem Hintergrund, etwa in Auf immer und ewig (1998) in der Rolle des Leonardo da Vinci oder den Literaturverfilmungen Monte Cristo (2002) und Oliver Twist (2005). Daneben übernahm der Charakterdarsteller auch Gastauftritte in bekannten britischen Fernsehserien wie Doctor Who, Paul Temple, Inspector Barnaby und Inspector Morse.
Seit dem 20. April 1960 ist er mit der Schauspielerin Amanda Walker verheiratet und hat mit ihr zwei Kinder.

## Filmografie (Auswahl)
- 1966–1971: Doctor Who (Fernsehserie, 6 Folgen)
- 1970–1971: Task Force Police (Softly Softly Task Force; Fernsehserie, 3 Folgen)
- 1971: Paul Temple (Fernsehserie, 1 Folge)
- 1972: Miss Julie (Fernsehfilm)
- 1983: Hitze und Staub (Heat and Dust)
- 1985: Zimmer mit Aussicht (Room with a View)
- 1986: Clockwise – Recht so, Mr. Stimpson (Clockwise)
- 1986: Foreign Body
- 1987: Maurice
- 1987: On the Black Hill
- 1987–1996: The Bill (Fernsehserie, 3 Folgen)
- 1988: Manifesto
- 1988: Das Mädchen auf der Schaukel (The Girl in a Swing)
- 1990: Agatha Christie’s Poirot (Fernsehserie, 1 Folge)
- 1991: Der Aufpasser (Minder; Fernsehserie, 1 Folge)
- 1992: Black and White
- 1993: Der Prozeß (The Trial)
- 1993: Inspektor Morse, Mordkommission Oxford (Inspector Morse; Fernsehserie, 1 Folge)
- 1993: Was vom Tage übrig blieb (The Remains of the Day)
- 1997: The Gambler
- 1998: Auf immer und ewig (Ever After: A Cinderella Story)
- 2000/2021: Casualty (Fernsehserie, 2 Folgen)
- 2000: Der Mann der 1000 Wunder (The Miracle Maker; Stimme)
- 2001: Doctors (Fernsehserie, 1 Folge)
- 2001: My Brother Tom
- 2002: Ernst sein ist alles (The Importance of Being Earnest)
- 2002: Inspector Barnaby (Midsomer Murders) Fernsehserie, Staffel 5, Folge 4: Mord am St. Malley’s Day (Murder On St Malley’s Day)
- 2002: Monte Cristo (The Count of Monte Christo)
- 2005: Oliver Twist
- 2005: Shadow of the Sword
- 2006: Die History Boys – Fürs Leben lernen (The History Boys)
- 2006: Rosamunde Pilcher – Die Muschelsucher (Fernsehfilm)
- 2008: Die Herzogin (The Duchess)
- 2012: Les Misérables
- 2013: The Borderlands
- 2014: Mr. Turner – Meister des Lichts (Mr. Turner)
- 2017: Solange ich atme (Breathe)
- 2018: Mogli: Legende des Dschungels (Mowgli: Legend of the Jungle, Sprechrolle)